# 소소 (가수)
소소(본명: 왕징이, 2001년 3월 14일 ~ )는 대한민국의 걸 그룹 공원소녀의 리드댄서, 서브보컬을 맡고 있다.

## 학력
- 장경고등학교 (공연예술학과 실용댄스전공 / 휴학)